# Marcus Minucius Felix
Marcus Minucius Felix was een Romeinse ambtenaar, advocaat en een christelijke apologeet. Hij moet tussen het midden van de 2e en het midden van de 3e eeuw hebben geleefd. Zijn enige bekende werk, de dialoog Octavius, is een van de vroegste voorbeelden van Latijnse apologetiek.
Minucius Felix had een belangrijke hulp aan Cicero's de natura deorum (over het wezen van de goden).
- Bibsys: 90645203
- Biblioteca Nacional de España: XX875858
- Bibliothèque nationale de France: cb118869964 (data)
- Catàleg d'autoritats de noms i títols de Catalunya: 981058617074806706
- CiNii: DA01502853
- Gemeinsame Normdatei: 118734121
- International Standard Name Identifier: 0000 0001 1904 8969
- Library of Congress Control Number: n83165536
- Nationale Bibliotheek van Letland: 000193367
- Nationale Bibliotheek van Tsjechië: jn19990005751
- Nationale bibliotheek van Australië: 35355208
- Nationale Bibliotheek van Israël: 987007265588705171
- Nationale Bibliotheek van Polen: a0000001224999
- Nationale en Universitaire bibliotheek Zagreb: 000533209
- Nederlandse Thesaurus van Auteursnamen: 069629234
- Réseau des bibliothèques de Suisse occidentale: 02-A000114452
- Istituto Centrale per il Catalogo Unico: BVEV009508
- LIBRIS: 77257
- SNAC: w64f29m3
- Système universitaire de documentation: 026664518
- Trove: 923403
- Virtual International Authority File: 61540251
- WorldCat: E39PBJjRYPdxtKw8Gxm9Gp4jG3